# China Airlines
China Airlines (CAL) (中华航空, Pinyin:Zhōnghuá Hángkōng) je najveći zračni prijevoznik iz Republike Kine (Tajvan). Sjedište kompanije je u Međunarodnoj zračnoj luci Taoyuan. Kompanija je u vlasništvu China Airlines grupacije koja je u pak u državnom vlasništvu.
China Airlines ima letove prema Aziji, Europi, Sjevernoj Americi i Oceaniji. Najprofitabilnija im je ruta prema Hong Kongu. Imaju tjedno preko 100 letova između Hong Konga i četiri domaća grada.
U svom potpunom vlasništvu imaju kompaniju Mandarin Airlines koja leti na domaćem i regionalnom tržištu gdje su potrebni manji kapaciteti zrakoplova. Cargo prijevozom se bavi njihova podružnica China Airlines Cargo. Tigerair Taiwan im je planirana niskotarifna aviokompanija koja treba pokrenuti poslovanje 2014. u suradnji s kompanijom Tigerair iz Singapura. Od 2010. su član udruženja SkyTeam.

## Povijest
S flotom od dva zrakoplova PBY Catalina China Airlines je osnovan 16. prosinca 1959., a Vlada Republike Kine je bila jedini vlasnik. U početku su obavljali samo čarter letove. Svoje prve redovne letove su uspostavili tijekom 1960-ih. U listopadu 1962. su ostvarili prvi domaći let između gradova Taipei i Hualien. Nakon što su u flotu uveli zrakoplove Caravelle i Boeing 727-100 uveli su i prve međunarodne letove za Južni Vijetnam, Hong Kong i Japan. Prve interkontinentalne letove su ostvarili 1970. nakon što su u flotu uvrstili zrakoplove Boeing 707. Bili su to letovi za San Francisco.
Svoj prvi Boeing 747-100 zrakoplov su uveli u flotu 1976., a te zrakoplove su koristili na letovima između domaćih gradova i SAD-a. bog političkih pritisaka Japan je prekinuo diplomatske veze s Republikom Kinom te su saustavljeni svi letovi između ove dvije zemlje. Do tada su letovima preko Japana povezivali mnoge udaljene gradove. Nabavili su Boeing 747SP zrakoplove koji su im omogućili non-stop letove prema Sjevernoj Americi, a uveli su i letove za Saudijsku Arabiju i JAR. Godine 1979. su preselili svoje djelovanje iz male zračne luke Songshan u novoizgrađenu zračnu luku Chiang Kai-shek (danas Taiwan Taoyuan International Airport). Nakon predstavljanja svog prvog Boeing 747-200 zrakoplova uveli su i prvi let za Europu. Bio je to let za Amsterdam.
Ponovni letovi za Japan su uspostavljeni 1978. godine. Kasnije su uveli i svoj let kojim su obilazili oko svijeta: (Taipei-Anchorage-New York-Amsterdam-Dubai-Taipei). Od 1993. su izlistani na burzi (Taiwan Stock Exchange). Kompanija je napravila jednu od najvećih narudžbi za Boeing 747 zrakoplove što im je uz postojeću narudžbu za Airbus A300 zrakoplove omogućilo povećanja broja destinacija.

## Flota
China Airlines flota je prosječno stara 10,1 godinu i sastoji se od sljedećih zrakoplova (6. siječnja 2016.):
* F, J, W i Y su kodovi koji označavaju klasu sjedala u zrakoplovima, a određeni su od strane Međunarodne udruge za zračni prijevoz. 

## Korporativna ulaganja
China Airlines kao dio China Airlines grupacije ima udjele u mnogim povezanim društvima:
| Kompanija                                        | udjel u % (17. svibnja 2014.) |
| ------------------------------------------------ | ----------------------------- |
| CAL-Dynasty International, Inc.                  | 100,00%                       |
| Dynasty Properties Co., Ltd.                     | 100,00%                       |
| Dynasty Hotel of Hawaii, Inc.                    | 100,00%                       |
| CAL-Asia Investment Inc.                         | 100,00%                       |
| Hwa Hsia Company Ltd.                            | 100,00%                       |
| Hwa Shin Building Safeguard Company Ltd.         | 100,00%                       |
| Freighter Prince Ltd.                            | 100,00%                       |
| Freighter Princess Ltd.                          | 100,00%                       |
| Yestrip Co. Ltd.                                 | 100,00%                       |
| Cal Park Co. Ltd                                 | 100,00%                       |
| Cal Hotel Co. Ltd.                               | 100,00%                       |
| Abacus Distribution Systems Taiwan Ltd.          | 93,93%                        |
| Mandarin Airlines, Ltd.                          | 93,99%                        |
| China Pacific Laundry Services Ltd.              | 55,00%                        |
| Taiwan Air Cargo Terminal Ltd.                   | 54,00%                        |
| Dynasty Holidays, Inc.                           | 51,00%                        |
| China Pacific Catering Services Ltd.             | 51,00%                        |
| Taoyuan International Airport Services Co., Ltd. | 49,00%                        |
| Taiwan Airport Services Co. Ltd.                 | 47,35%                        |
| Taiwan Airport Services (Samoa) Co. Ltd.         | 100,00%                       |
| Global Sky Express Ltd.                          | 25,00%                        |